# Hildegard Dörge-Schröder
Hildegard Dörge-Schröder (* 31. August 1901 in Berlin als Hildegard Emma Anneliese Schröder; † 28. Januar 1986 in Linden) war eine deutsche Architektin.

## Leben
Hildegard Schröder studierte von 1922 bis 1926 Architektur an der Technischen Hochschule Dresden. Im Mai 1927 trat sie als Regierungs-Bauführer in den Preußischen Staatsdienst ein und bearbeitete dort als Angestellte unter Regierungs- und Baurat Tietze von 1927 bis 1928 den Um- und Erweiterungsbau der Staatsoper Unter den Linden. Anschließend bearbeitete sie als Angestellte bei Regierungs- und Baurat a. D. Erich Richter in Berlin-Dahlem von 1928 bis 1929 Bebauungspläne und in technischer und künstlerischer Hinsicht Großsiedlungen in Berlin. 1931 bestand sie das Staatsexamen und wurde zum Regierungsbaumeister (Assessorin) ernannt und war somit die erste weibliche Regierungsbaumeisterin in Deutschland.
1931 heiratete sie den Architekten Gerhard Dörge und war zusammen mit ihm in Berlin-Zehlendorf als freiberufliche Architektin im Einfamilienhaus- und Siedlungsbau tätig. 1935 gewann das Ehepaar den Wettbewerb zur Gestaltung und Ausführung der Dreipfuhlsiedlung Berlin Dahlem. Ab 1936 leitete sie das Büro vorwiegend alleine, da ihr Mann ab 1937 für die Schering AG in Argentinien tätig war. Ab 1947 stand Hildegard Dörge-Schröder im Hessischen Staatsdienst am Staatsbauamt Alsfeld und wurde dort mit der Betreuung von Bauaufgaben der Gemeinden des Kreises Alsfeld (Schulen, Gemeindewohnhäuser, kreiseigene Projekte und Aufstellung von Ortsbebauungsplänen) beauftragt. 1949 wurde sie an das Staatsbauamt Gießen versetzt. Dort wurde sie mit der Planung des Human-Hygienischen Institutes der Justus-Liebig-Universität Gießen betraut.
Mit ihrem Ehemann Gerhard Dörge entwarf sie ein ländliches Kleinhaus, das in der Fachzeitschrift Der Baumeister veröffentlicht wurde. Das mit 7.500 Reichsmark veranschlagte eingeschossige Haus vereinte auf 60 Quadratmetern Grundfläche Wohnraum, Kochnische und drei kleine Schlafräume für vier Personen. Die Gestaltung der Fassade und das flach geneigte Walmdach verliehen dem Haus ein ländlich-traditionelles Aussehen, gerade im Vergleich zu anderen, modern anmutenden Entwürfen in der Publikation.
1932 nahm sie zusammen mit ihrem Ehemann an der Musterschau der Fachzeitschrift Die Bauwelt zum Thema „Häuser zu festen Preisen“ teil. Die Schau gehörte zur Reihe der Wettbewerbe und Ausstellungen, die gute Lösungen für kosten- und flächensparende Häuser zusammentrugen und einem breiten Publikum zugänglich machten.
1936 wurde das von ihr entworfene Haus für ihren Vater Robert Schröder, Leichhardtstraße 5 in Berlin-Dahlem, errichtet. Das zweigeschossige Haus mit steilem Walmdach hatte eine Grundfläche von 100 Quadratmetern und passte mit seinen zahlreichen Räumen nicht mehr in das Muster der sparsamen Kleinhäuser. Nach dem Tod ihres Ehemanns 1945 in Kriegsgefangenschaft verließ die Architektin Berlin und verkaufte 1954 das Haus, das erhalten ist.
Frau Hildegard Dörge-Schröder veröffentlichte in der Fachzeitschrift "Baumeister" Beiträge über Kleinwohnungen und den sozialen Wohnungsbau.
Frau Hildegard Dörge-Schröder ist die Mutter von Christof Dörge und Michael Dörge.

## Mitgliedschaften
- Von 1938 bis 1943 war Hildegard Dörge-Schröder Mitglied der Reichskammer der bildenden Künste.
- Seit 1931 Mitglied im Verband Deutscher Architekten- und Ingenieurvereine AIV.

## Bauten und Entwürfe
- 1931: Entwurf eines ländlichen Kleinhauses (gemeinsam mit Ehemann Gerhard Dörge, veröffentlicht in der Fachzeitschrift Der Baumeister)
- 1932: Entwurf eines Kleinhauses (gemeinsam mit Ehemann Gerhard Dörge, für die Bauwelt-Musterschau „Häuser zu festen Preisen“)
- 1936: Wohnhaus in Berlin-Dahlem, Leichhardtstraße
- 1938: Wohnausmustermöblierung für die Deutschen Werkstätten (Möbelwettbewerb der Deutschen Werkstätten)
- 1948: Ortsbebauungsplan der Siedlung "An der Krebsbach" in Alsfeld.
- 1956: Lager- und Nebengebäude für das Zentrum für Medizinische Mikrobioloie und Virologie der Justus-Liebig-Universität Gießen.
- 1956: Human-Hygienisches Institut der Justus-Liebig-Universität Gießen.